# كريغ تشايلز
كريغ تشايلز (بالإنجليزية: Kraig Chiles)‏ هو لاعب كرة قدم أمريكي، ولد في 14 مايو 1984 في توررانسي في الولايات المتحدة. شارك مع منتخب الولايات المتحدة الوطني لكرة قدم الصالات. أما مع النوادي، فقد لعب مع نادي شيفاز يو إس أي.

## وصلات خارجية
- كريغ تشايلز على موقع الدوري الأمريكي (الإنجليزية)
- كريغ تشايلز على موقع قاعدة بيانات كرة القدم.إي يو (الإنجليزية)